# Danila Andrejewitsch Suchomlinow
Danila Andrejewitsch Suchomlinow (russisch Данила Андреевич Сухомлинов; * 31. August 2002 in Woronesch) ist ein russischer Fußballspieler.

## Karriere
Suchomlinow begann seine Karriere bei beim FK Fakel Woronesch. Zur Saison 2016/17 wechselte er zu Energomasch Belgorod. Im Januar 2019 kam er in die Akademie von Master-Saturn Jegorjewsk.
Zur Saison 2020/21 schloss er sich der U-19-Mannschaft des FK Rostow an. Im September 2020 stand er gegen Lokomotive Moskau auch erstmals im Profikader von Rostow. Sein Debüt in der Premjer-Liga gab Suchomlinow schließlich im November 2020, als er am 14. Spieltag der Saison 2020/21 gegen ZSKA Moskau in der 90. Minute für Kento Hashimoto eingewechselt wurde. Bis Saisonende kam er zu drei Einsätzen für Rostow. In der Saison 2021/22 gehörte er fest dem Profikader an und absolvierte 21 Partien in Russlands höchster Spielklasse.
Zur Saison 2022/23 wurde Suchomlinow an den Zweitligisten FK SKA-Chabarowsk verliehen. Für Chabarowsk spielte er aber nur viermal in der Perwenstwo FNL. Anschließend wurde die Leihe in der Winterpause vorzeitig beendet. Anschließend kehrte er nach Rostow zurück, wo er aber bis Saisonende nie zum Einsatz kam. Im September 2023 wurde er ein zweites Mal verliehen, diesmal an Zweitligist Schinnik Jaroslawl.